# Buzancy (Aisne)
Buzancy es una comuna francesa, situada en el departamento de Aisne, de la región de Alta Francia.

## Demografía
| 156 | 131 | 121 | 183 | 188 | 169 | 179 | 188 |
| Para los censos de 1962 a 1999 la población legal corresponde a la población sin duplicidades (Fuente: INSEE [Consultar]) |     |     |     |     |     |     |     |